# Eerste klasse 2014-15 (basketbal België)
De Scooore League 2014-15 is het 88e seizoen van de hoogste basketbalklasse in België. en de 68e editie sinds de invoering van een nationale competitie
De reeks bestaat dit jaar uit 11 ploegen, Limburg United trad toe tot de competitie. Ook is dit het eerste jaar als de Scooore League, naar de nieuwe hoofdsponsor Scooore!.

## Teams
| Club                          | Stad       | Hal                              | Capaciteit |
| ----------------------------- | ---------- | -------------------------------- | ---------- |
| Basic-Fit Brussels            | Brussel    | Sportcomplex Neder-Over-Heembeek | 1.200      |
| Limburg United                | Hasselt    | Alverberg-sporthal               | 1.730      |
| Belfius Mons-Hainaut          | Bergen     | Mons.Arena                       | 4.000      |
| Kangoeroes Basket Willebroek  | Willebroek | Sporthal de Schalk               | 1.000      |
| Liège Basket                  | Luik       | Country Hall Ethias              | 5.000      |
| Okapi Aalstar                 | Aalst      | Okapi Forum                      | 2.800      |
| Port of Antwerp Giants        | Antwerpen  | Lotto Arena                      | 5.218      |
| Proximus Spirou               | Charleroi  | Spiroudome                       | 6.200      |
| Stella Artois Leuven Bears    | Leuven     | Sportoase                        | 3.400      |
| Telenet BC Oostende           | Oostende   | Sleuyter Arena                   | 5.000      |
| VOO Wolves Verviers-Pepinster | Verviers   | Halle du Paire                   | 4.000      |

## Competitie
Nadat alle teams elkaar twee keer ontmoet hebben, spelen de zes hoogst geplaatste teams tegen elkaar en de vijf laagst geplaatste teams tegen elkaar.
Tot en met 10 april 2015.
| Pos | Club                      | W  | V  |
| --- | ------------------------- | -- | -- |
| 1   | Telenet Oostende          | 22 | 3  |
| 2   | Belfius Mons-Hainaut      | 15 | 10 |
| 3   | Limburg United            | 14 | 10 |
| 4   | Antwerp Giants            | 14 | 10 |
| 5   | Spirou Charleroi          | 13 | 12 |
| 6   | Okapi Aalstar             | 13 | 12 |
| 7   | Wolves Verviers-Pepinster | 11 | 13 |
| 8   | Luik                      | 11 | 13 |
| 9   | Excelsior Brussel         | 9  | 14 |
| 10  | Kangoeroes Willebroek     | 7  | 16 |
| 11  | Leuven Bears              | 4  | 20 |

1928 · 1929 · 1930 · 1931 · 1932 · 1933 · 1934 · 1935 · 1936 · 1937 · 1938 · 1939 · 1940 · 1941 · 1942 · 1943 · 1944 · 1945 · 1946 · 1947 · 1948 · 1949 · 1950 · 1951 · 1952 · 1953 · 1954 · 1955 · 1956 · 1957 · 1958 · 1959 · 1960 · 1961 · 1962 · 1963 · 1964 · 1965 · 1966 · 1967 · 1968 · 1969 · 1970 · 1971 · 1972 · 1973 · 1974 · 1975 · 1976 · 1977 · 1978 · 1979 · 1980 · 1981 · 1982 · 1983 · 1984 · 1985 · 1986 · 1987 · 1988 · 1989 · 1990 · 1991 · 1992 · 1993 · 1994 · 1995 · 1996 · 1997 · 1998 · 1999 · 2000 · 2001 · 2002 · 2003 · 2004 · 2005 · 2006 · 2007 · 2008 · 2009 · 2010 · 2011 · 2012 · 2013 · 2014 · 2015 · 2016 · 2017 · 2018 · 2019 · 2020 · 2021